# Tossal Pedregós
El Tossal Pedregós és una muntanya de 734 metres que es troba al municipi de Mont-ral, a la comarca catalana de l'Alt Camp.